# Colletes bokkeveldi
Colletes bokkeveldi är en biart som beskrevs av Kuhlmann 2007. Colletes bokkeveldi ingår i släktet sidenbin, och familjen korttungebin. Inga underarter finns listade i Catalogue of Life.